# Маргарита (Гунаропуло)
Игу́мения Маргари́та (в миру Мари́я Миха́йловна Гунаропуло (встречается также написание Гунаронуло); 1865/1866, Киев — 9 (22) августа 1918, Мензелинск, Уфимская губерния) — святая Русской православной церкви, настоятельница Мензелинского Пророко-Ильинского женского монастыря.
Канонизирована в августе 2000 года в лике преподобномученицы.

## Жизнеописание
Родилась в 1865 году в Киеве в греческой семье. Её духовник — протоиерей Александр Корсаковский, настоятель Киево-Георгиевской церкви.
В воспоминаниях князь Николай Жевахов, знавший Маргариту задолго до принятия ею монашества, писал:

Протоиерей о. Александр Корсаковский понимал настроение Марии Михайловны, страдавшей и тосковавшей в миру… У неё не было половинчатости, не было никаких компромиссов с совестью… По каждому вопросу она обращалась за советом к своему духовнику. Её безмерная, рвавшаяся наружу любовь к ближнему, искавшая случая проявить себя, её безграничная снисходительность к человеческим немощам не рождали компромиссов с совестью, не рождали двойственности, ни всего того, что обычно прикрывается благочестием, а в действительности выражает только равнодушие к христианскому долгу… Такие люди, всё отдающие другим и ничем не пользующиеся со стороны других, всегда одиноки… Никто никогда не спросит у них — может быть, и им что-нибудь нужно, может быть, и они нуждаются в поддержке и в том, чтобы получить ответную ласку. К ним шли, когда было нужно, но не замечали, когда нужда в них проходила….
Пострижена в монахини в 1917 году. После иноческого пострига монахиня Маргарита стала насельницей подмосковной обители «Отрада и Утешение» в имении графов Орловых-Давыдовых, где игуменией была Магдалина (Орлова-Давыдова).
18 января 1917 года монахиня Маргарита была назначена настоятельницей Мензелинского Пророко-Ильинского женского монастыря с возведением в сан игумении. Возведение в игуменский сан происходило в Москве в присутствии великой княгини Елисаветы Феодоровны, полюбившей матушку Маргариту.
Всего к 1917 году в монастыре проживали 50 монахинь и 248 послушниц. Игумения Маргарита славилась своей строгой аскетической жизнью и устроением жизни монастырской в духе древнего благочестия. Она заботилась о благоустроении обители, о внутреннем духовном мире насельниц монастыря.
В апреле 1917 года революционная волна докатилась до Ильинского монастыря. По постановлениюВременного правительства церковно-приходские школы должны были перейти в ведение Министерства народного просвещения. Игумении Маргарите удалось защитить монастырскую школу от этой передачи.
18 апреля 1918 года игумения Маргарита была избрана в состав епархиального совета.
В мае 1918 года начался чехословацкий мятеж, и к июлю Уфимская губерния была освобождена от большевиков. Но на западных границах губернии бои продолжались, и Мензелинск переходил из рук в руки.
Летом 1918 года большевики оставили Мензелинск. Жители создали добровольческий отряд по охране города с помощью отрядов Белой армии. 21 августа большевики снова повели наступление на Мензелинск. Отряд Белой Армии и отряд по охране города в течение четырёх часов выдерживали натиск противника, но большевики ворвались в город и устроили резню. Число расстрелянных в Мензелинске 21—22 августа достигало 200 человек. В этой кровавой расправе погибла и игумения Маргарита.
Поводом к убийству игумении была попытка монахини защитить от расправы кого-то из офицеров, не имевших сил уйти из города.
Похоронена в Пророко-Ильинском женском монастыре в Мензелинске, около алтаря Вознесенского храма.

## Канонизация
26 октября 1999 года игумения Маргарита была канонизирован как местночтимая святая Уфимской епархии.
В августе 2000 года по представлению архиепископа Уфимского и Стерлитамакского Никона (Васюкова) Архиерейский собор Русской православной церкви причислил игумению Маргариту к Собору новомучеников и исповедников Российских для общецерковного почитания с датой памяти — первое воскресенье, начиная с 25.01/07.02.